# Jeg drømte mig en drøm i nat
|  | For den ældste kendte danske folkevise med noder, se "Drømte mig en drøm i nat" |
"Jeg drømte mig en drøm i nat" er en sang af Lars Stryg, som er en dansk udgave af Ed McCurdys fredssang fra 1950: "Last Night I Had the Strangest Dream".